# 氷川台駅
氷川台駅（ひかわだいえき）は、東京都練馬区氷川台三丁目にある、東京地下鉄（東京メトロ）の駅。
有楽町線・副都心線が乗り入れる。当駅を含む和光市駅 - 小竹向原駅の区間は、有楽町線と副都心線が線路を共有している。駅番号は有楽町線がY 05、副都心線がF 05。

## 歴史
- 1983年（昭和58年）6月24日：帝都高速度交通営団（営団地下鉄）有楽町線の営団成増（現・地下鉄成増） - 池袋間開通により開業[1]。
- 2003年（平成15年）2月：業務委託駅となる。
- 2004年（平成16年）4月1日：営団地下鉄の民営化に伴い、東京地下鉄（東京メトロ）に継承される[2]。
- 2007年（平成19年）3月18日：ICカード「PASMO」の利用が可能となる[3]。
- 2008年（平成20年）6月14日：副都心線開業に伴い、有楽町線と副都心線の共用駅となる[4][5]。
- 2010年（平成22年）8月21日：ホームドアの使用を開始[6]。
- 2011年（平成23年）2月24日：発車メロディを導入[7]。

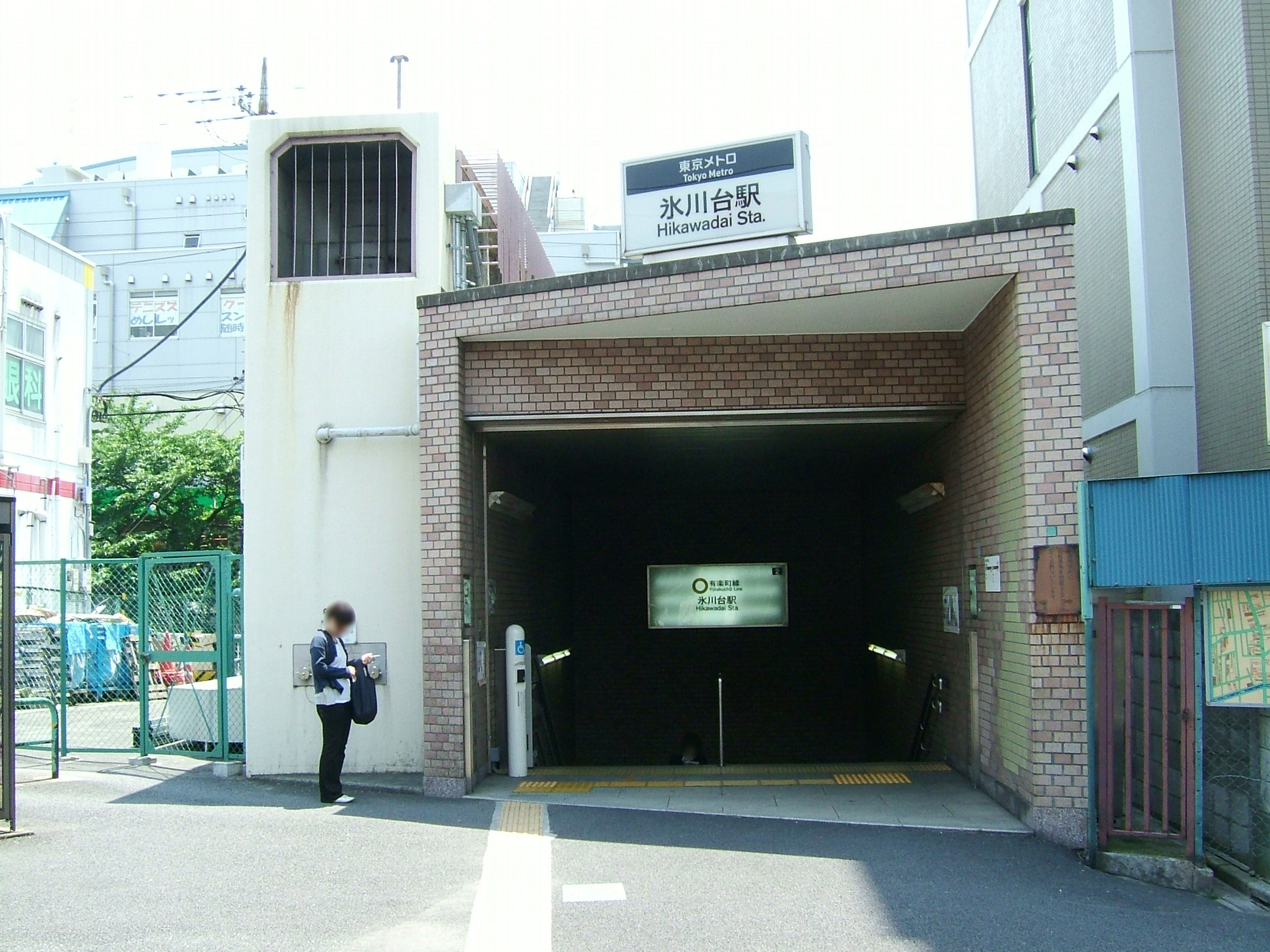
副都心線開業前の2番出入口
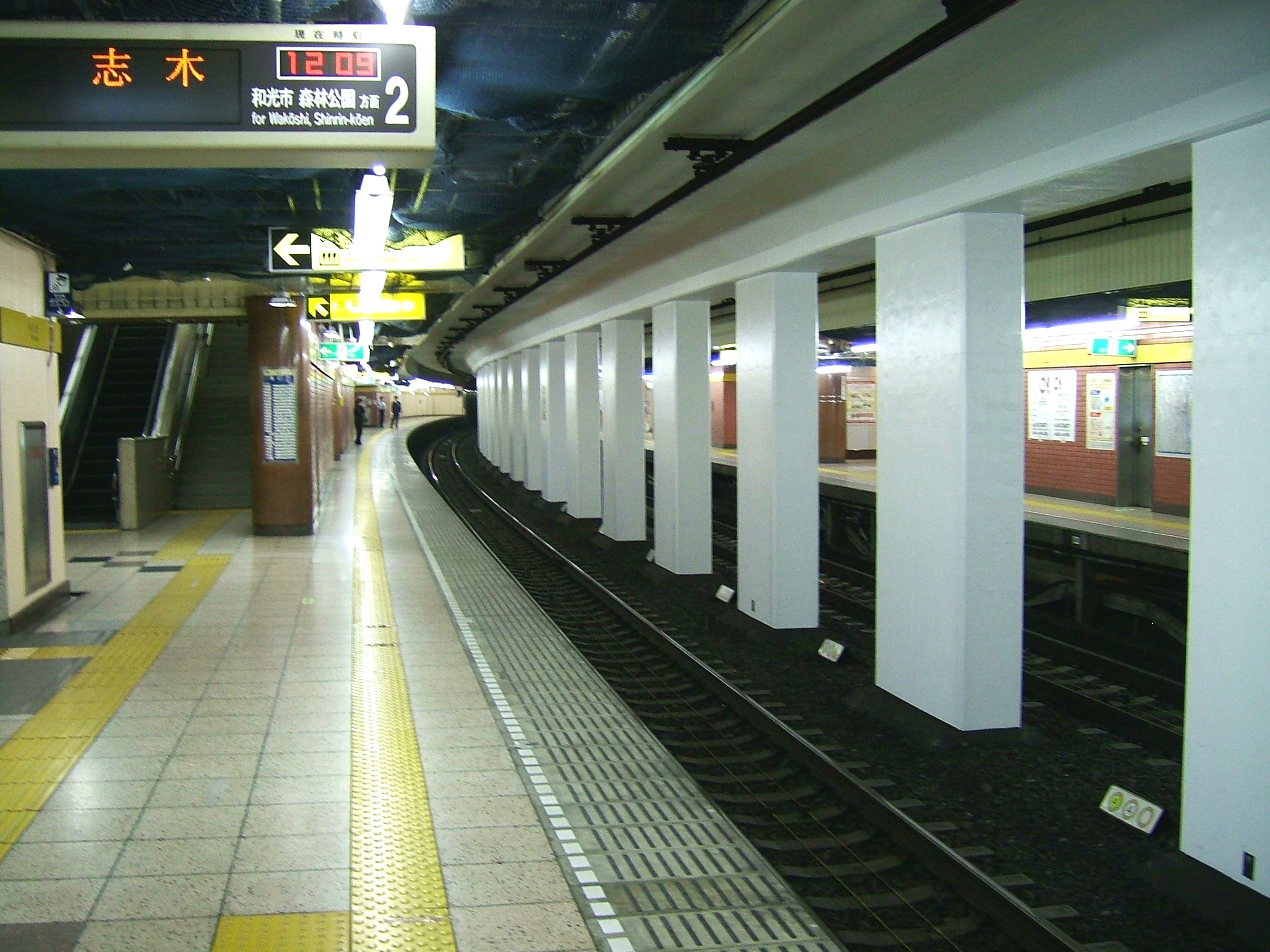
ホームドア設置前（2008年5月）

## 駅構造
相対式ホーム2面2線を有する地下駅で、和光市方面はカーブしている。有楽町線の駅で相対式ホームを有するのは当駅と新富町駅のみで、副都心線では当駅のみが相対式ホームである。これは当駅の前後、平和台駅 - 小竹向原駅手前（西武有楽町線合流部）までが複線シールドトンネル構造となっている関係上、線形を考慮したためである。
可動式ホーム柵が設置されている。

### のりば
| 番線 | 路線              | 行先                 |
| ---- | ----------------- | -------------------- |
| 1    | 有楽町線          | 新木場方面           |
| 1    | 副都心線          | 渋谷方面             |
| 2    | 有楽町線 副都心線 | 和光市・森林公園方面 |

（出典：東京メトロ:構内図）

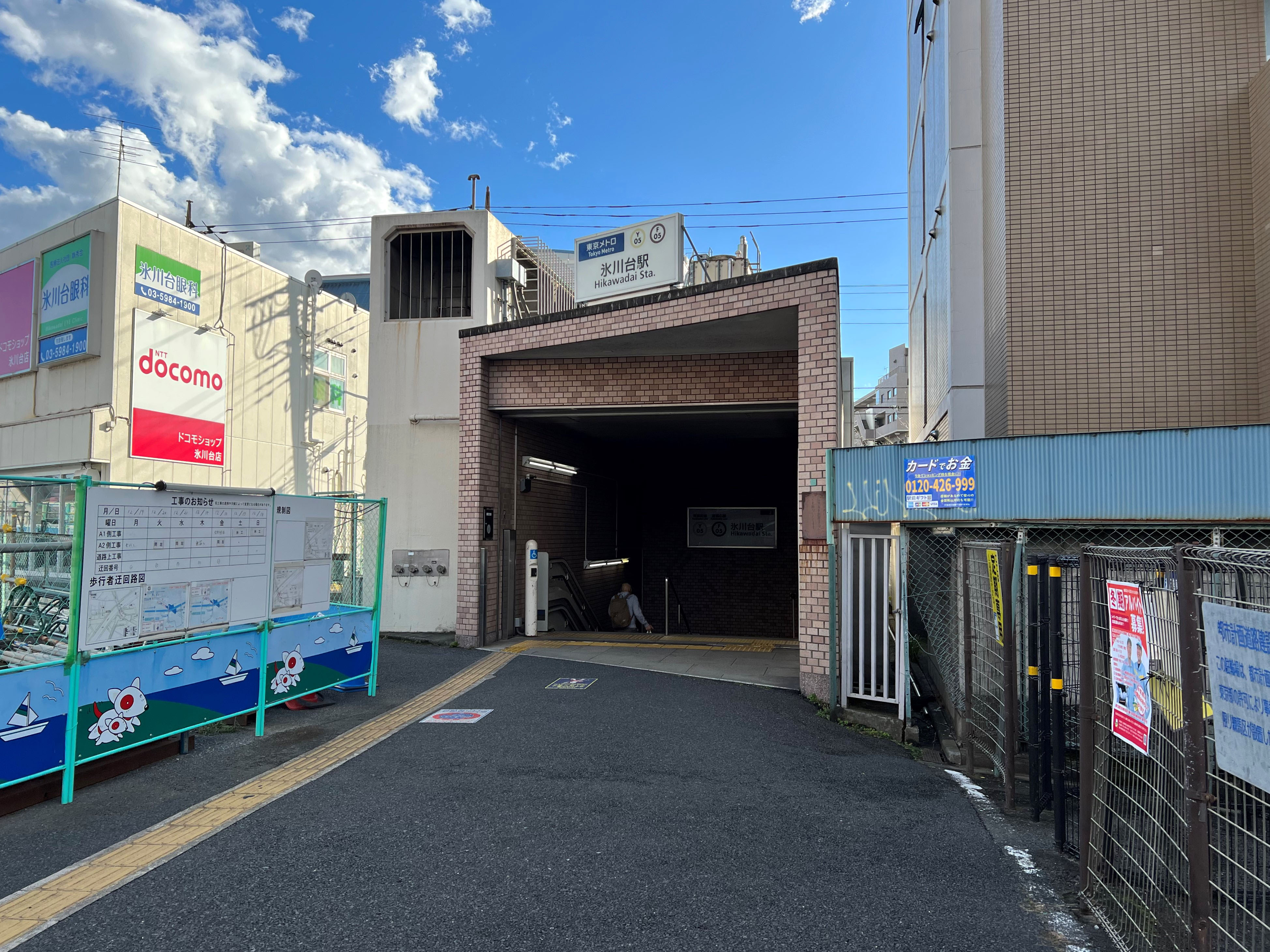
2番出入口（2022年12月）
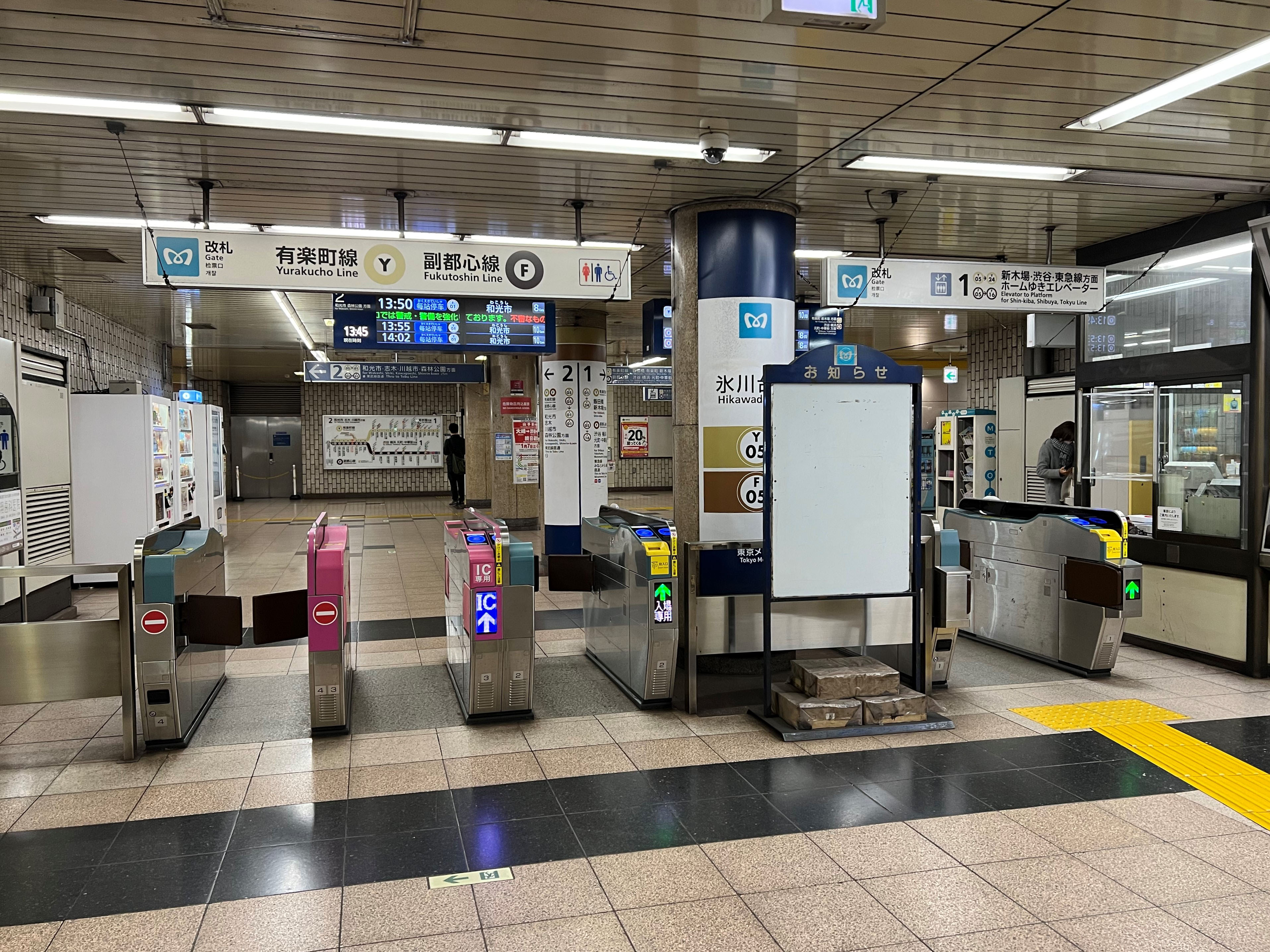
改札口（2022年12月）
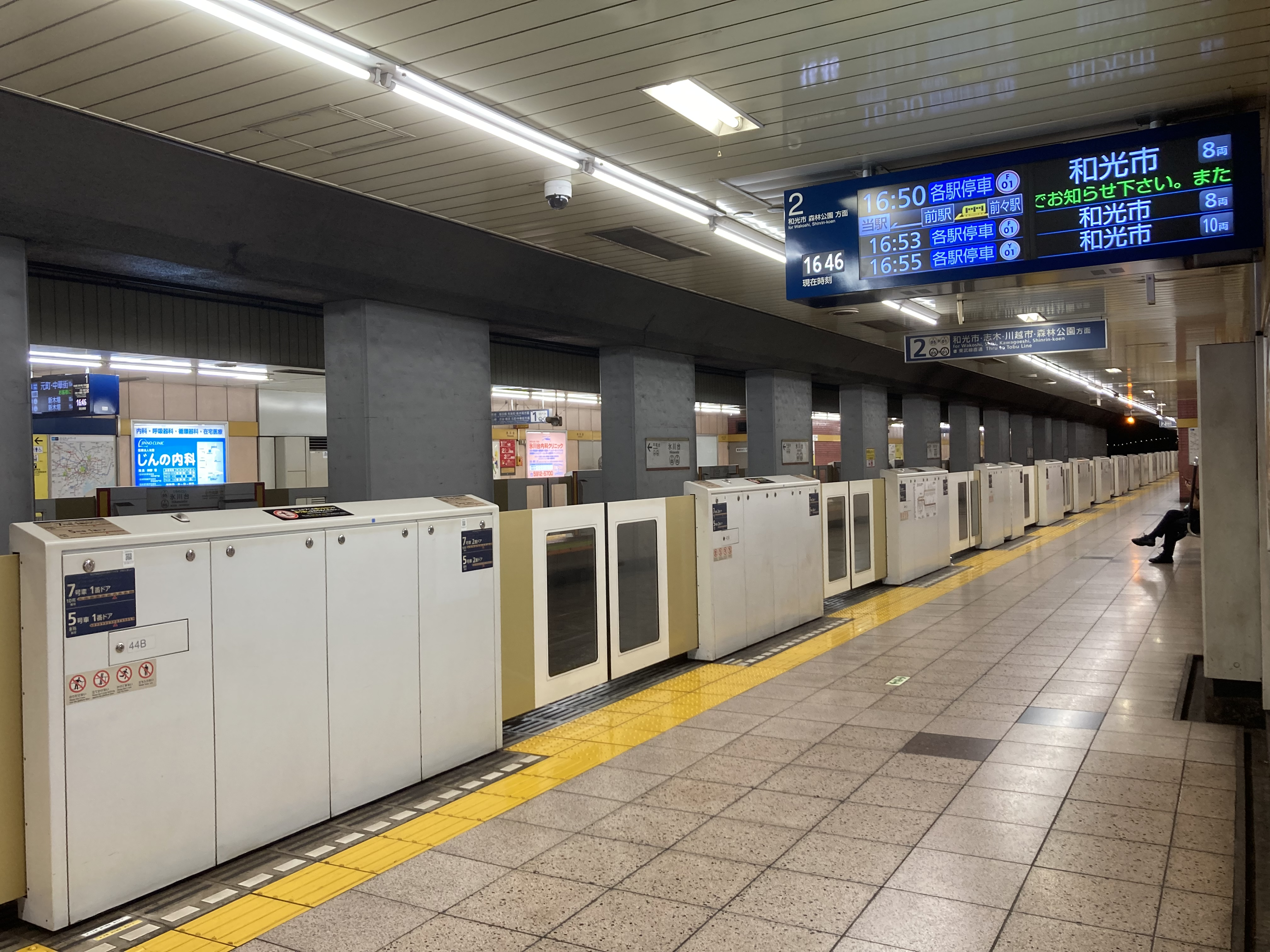
ホーム（2022年7月）

### 発車メロディ
2011年2月24日からスイッチ制作の発車メロディ（発車サイン音）を使用している。
曲は1番線が「もう来ます」（谷本貴義作曲）、2番線が「ワクワク電車」（福嶋尚哉作曲）である。

## 利用状況
2024年度の1日平均乗降人員は37,978人であり、東京メトロ全130駅中97位。
近年の1日平均乗降・乗車人員の推移は下表の通りである。
| 年度               | 1日平均 乗降人員 | 1日平均 乗車人員 | 出典     |
| ------------------ | ---------------- | ---------------- | -------- |
| 1990年（平成02年） |                  | 13,200           | [ * 1 ]  |
| 1991年（平成03年） |                  | 13,437           | [ * 2 ]  |
| 1992年（平成04年） |                  | 13,847           | [ * 3 ]  |
| 1993年（平成05年） |                  | 13,986           | [ * 4 ]  |
| 1994年（平成06年） |                  | 14,148           | [ * 5 ]  |
| 1995年（平成07年） |                  | 14,538           | [ * 6 ]  |
| 1996年（平成08年） |                  | 14,904           | [ * 7 ]  |
| 1997年（平成09年） |                  | 14,841           | [ * 8 ]  |
| 1998年（平成10年） |                  | 14,871           | [ * 9 ]  |
| 1999年（平成11年） |                  | 14,694           | [ * 10 ] |
| 2000年（平成12年） |                  | 14,874           | [ * 11 ] |
| 2001年（平成13年） |                  | 14,975           | [ * 12 ] |
| 2002年（平成14年） | 29,449           | 15,057           | [ * 13 ] |
| 2003年（平成15年） | 29,774           | 15,224           | [ * 14 ] |
| 2004年（平成16年） | 30,205           | 15,417           | [ * 15 ] |
| 2005年（平成17年） | 31,077           | 15,855           | [ * 16 ] |
| 2006年（平成18年） | 31,987           | 16,248           | [ * 17 ] |
| 2007年（平成19年） | 33,090           | 16,910           | [ * 18 ] |
| 2008年（平成20年） | 34,942           | 17,608           | [ * 19 ] |
| 2009年（平成21年） | 34,844           | 17,661           | [ * 20 ] |
| 2010年（平成22年） | 34,940           | 17,636           | [ * 21 ] |
| 2011年（平成23年） | 34,957           | 17,656           | [ * 22 ] |
| 2012年（平成24年） | 36,181           | 18,224           | [ * 23 ] |
| 2013年（平成25年） | 37,695           | 18,966           | [ * 24 ] |
| 2014年（平成26年） | 37,700           | 18,955           | [ * 25 ] |
| 2015年（平成27年） | 38,722           | 19,459           | [ * 26 ] |
| 2016年（平成28年） | 39,258           | 19,723           | [ * 27 ] |
| 2017年（平成29年） | 40,014           | 20,088           | [ * 28 ] |
| 2018年（平成30年） | 40,804           | 20,485           | [ * 29 ] |
| 2019年（令和元年） | 41,073           | 20,626           | [ * 30 ] |
| 2020年（令和02年） | 30,416           |                  |          |
| 2021年（令和03年） | 31,919           |                  |          |
| 2022年（令和04年） | 34,762           |                  |          |
| 2023年（令和05年） | 36,844           |                  |          |
| 2024年（令和06年） | 37,978           |                  |          |

## 駅周辺

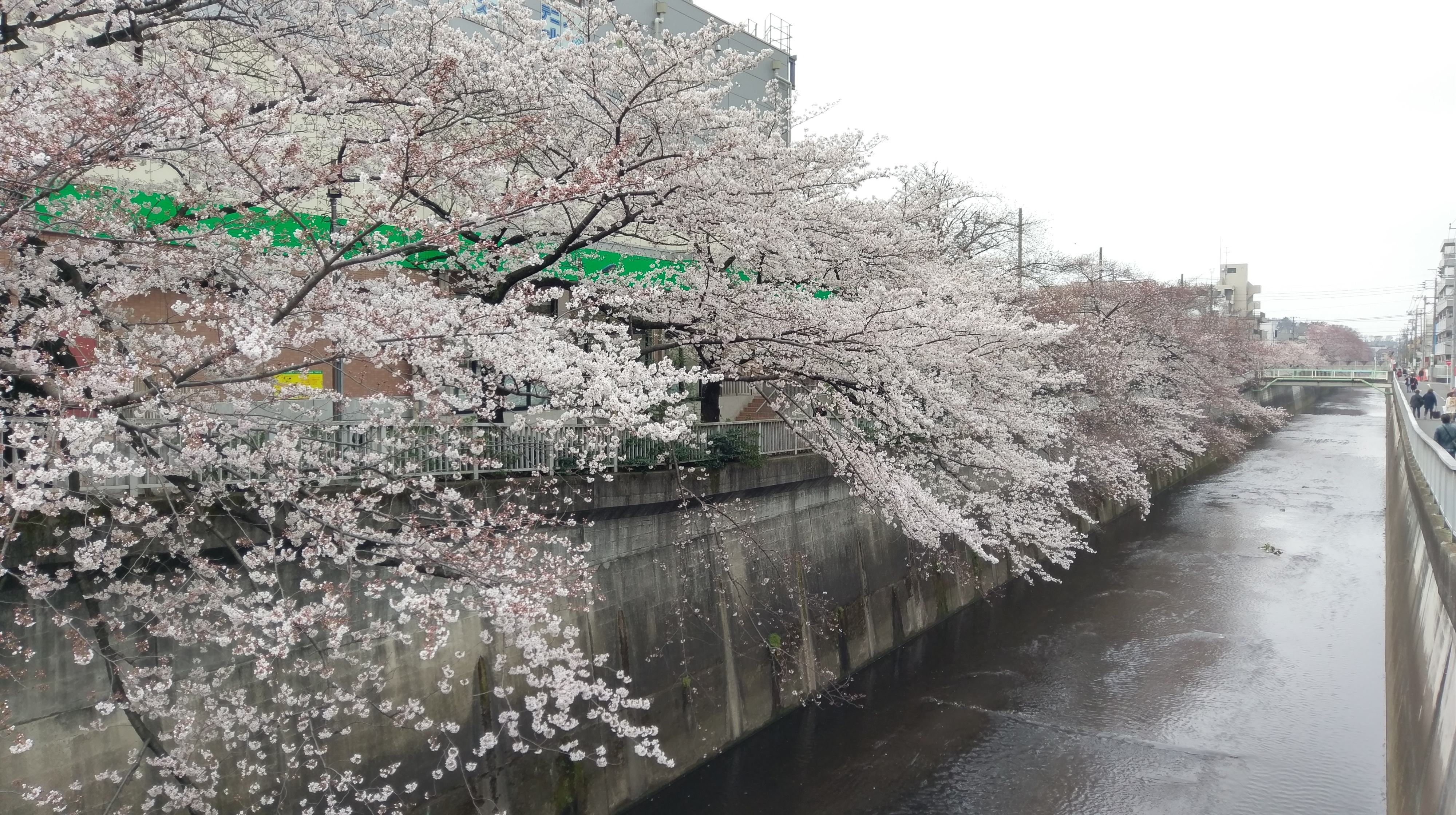
石神井川の正久保橋付近（2019年3月）

石神井川の付近に位置し、駅前を東京都市計画道路幹線街路放射第36号線が通る。商業施設はスーパーマーケットのアコレ氷川台店（旧・タネキン）や各種飲食チェーン店などが立地し、正久保橋を渡った所にサミット氷川台店などが立地する。
付近にはバス停留所や城北公園通りをはじめとしたいくつかの通りがあり、1分程歩くと住宅街になる。過去の当地は畑が多かったが、当駅の開業以来マンション建設を中心に宅地としての開発が進んだため、駅から数分歩いたところに若干残っている程度である。東京都立城北中央公園が徒歩15分ほどにあり、運動場・テニス場などの環境も整っている。
氷川神社の最寄り駅でもある。
出入口1
- 東京少年鑑別所
- 練馬区立開進第一中学校
- 城北中央公園
- 練馬氷川台郵便局
- 城北公園通り
- 早宮1丁目交差点
- 丸山橋
- 四の宮宿橋
- 鎌田橋
- 石神井川
- 氷川台1 - 4丁目
- 早宮1丁目
- 桜台6丁目
- 平和台3丁目

出口2
- 練馬区桜台体育館
- 練馬区桜台地区区民館
- 練馬区立開進第三中学校
- 練馬区立開進第四小学校
- 練馬区立開進第四中学校
- 東京都立大山高等学校
- 正久保通り
- 桜台通り
- 正久保橋交差点
- 正久保橋
- 宮宿橋
- 羽根沢橋
- 湿化味橋
- 石神井川
- 氷川台3丁目
- 桜台2・3丁目
- 羽沢2・3丁目

### バス路線
最寄り停留所は氷川台駅と氷川台駅西（みどりバスのみ）となり、国際興業バスにより運行される以下の路線が発着する。
氷川台駅
- 国際興業バス
  - 深夜急行バス：和光市駅南口行き（平日のみ運行・降車のみ可）

氷川台駅西
- 国際興業バス
  - みどりバス氷川台ルート：練馬北町車庫経由東武練馬駅循環行き
  - みどりバス氷川台ルート：練馬駅・光が丘駅経由練馬光が丘病院行き

## 隣の駅
東京地下鉄（東京メトロ）
 有楽町線
■各駅停車
平和台駅 (Y 04) - 氷川台駅 (Y 05) - 小竹向原駅 (Y 06)
 副都心線
■急行
通過
■通勤急行・■各駅停車
平和台駅 (F 04) - 氷川台駅 (F 05) - 小竹向原駅 (F 06)